# کلم‌های مرداب
کلم‌های مرداب (نام علمی: Symplocarpus) نام یک سرده از تیره گل‌شیپوریان است.